# وادي ضاوي
وادي ضاوي هو واد في سراة بلاد بلقرن عليه قرية العرض لآل الحنيك من بلقرن.